# NGC 820
NGC 820 је спирална галаксија у сазвежђу Ован која се налази на NGC листи објеката дубоког неба.
Деклинација објекта је + 14° 20' 59" а ректасцензија 2h 8m 24,9s. Привидна величина (магнитуда) објекта NGC 820 износи 12,9 а фотографска магнитуда 13,7. NGC 820 је још познат и под ознакама UGC 1629, MCG 2-6-36, CGCG 438-31, IRAS 02057+1406, PGC 8165.